# Earl Derr Biggers
Earl Derr Biggers (ur. 24 sierpnia 1884 w Warren, zm. 5 kwietnia 1933 w Pasadenie) – amerykański pisarz. Znany przede wszystkim z autorstwa powieści detektywistycznych o detektywie chińskiego pochodzenia Charliem Chanie, postaci wzorowanej na policjancie z Honolulu – Changu Apanie. Wiele z jego powieści i opowiadań doczekało się ekranizacji.

## Zarys biografii
Biggers był synem Roberta J. i Emmy E. Derr Biggers. Urodził się w miejscowości Warren w stanie Ohio. Ukończył studia na Uniwersytecie Harvarda. Mieszkał w San Marino w Kalifornii. Zmarł na zawał serca w Pasadenie.

## Wybrana twórczość

### Powieści z Charliem Chanem
- Dom bez klucza (The House Without a Key, 1925)
- Chińska papuga (The Chinese Parrot, 1926)
- Za kurtyną (Behind That Curtain, 1928)
- Czarny wielbłąd (The Black Camel, 1929)
- Charlie Chan prowadzi śledztwo (Charlie Chan Carries On, 1930)
- Strażnik kluczy (Keeper of the Keys, 1932)

### Inne
- Seven Keys to Baldpate (1913)
- Love Insurance (1914)
- Inside the Lines (1915) – wraz z Robertem Wellesem Ritchiem
- The Agony Column (1916) (lub Second Floor Mystery)
- Fifty Candles (1921)
- Earl Derr Biggers Tells Ten Stories (1933) – opowiadania